# Martigné-Briand
Martigné-Briand is een voormalige gemeente in het Franse departement Maine-et-Loire in de regio Pays de la Loire en telt 1705 inwoners (1999).

## Geschiedenis
De gemeente viel onder het kanton Doué-la-Fontaine tot op 22 maart 2015 het kanton Chemillé-Melay werd opgericht en de gemeente daarin werd opgenomen. Op 1 januari 2017 fuseerde de gemeenten Chavagnes, Martigné-Briand en Notre-Dame-d'Allençon tot de commune nouvelle Terranjou. De gemeente maakte deel uit van het arrondissement Saumur maar aangezien Terranjou onder het arrondissement Angers is komen te vallen is de Martigné-Briand bij de fusie ook van arrondissement overgegaan.

## Geografie
De oppervlakte van Martigné-Briand bedraagt 27,2 km², de bevolkingsdichtheid is 62,7 inwoners per km².
De onderstaande kaart toont de ligging van Martigné-Briand met de belangrijkste infrastructuur en aangrenzende gemeenten.

## Demografie
Onderstaande figuur toont het verloop van het inwonertal.
Chavagnes · Martigné-Briand · Notre-Dame-d'Allençon